# Anticollix melanoparia
Anticollix melanoparia là một loài bướm đêm trong họ Geometridae.